# W-KEYAKIZAKAの詩
「W-KEYAKIZAKAの詩」（ダブルケヤキザカのうた）は、日本の女性アイドルグループ欅坂46、けやき坂46の楽曲。
この楽曲は前迫潤哉、Yasutaka.Ishio、秋元康によって制作され、プロデュースを秋元が行った。楽曲はデビュー・アルバム『真っ白なものは汚したくなる』の収録曲で、CDシングル『不協和音』にもカップリング曲として収録されている。また、2018年にはけやき坂46のデビュー・アルバム『走り出す瞬間』にも収録された。

## 背景と構成
2016年12月24日・25日の2日間に渡り、欅坂46は有明コロシアムで自身初となる単独での公演を行った。彼女らはこの公演を行うに当たって、この公演のためだけに新曲を制作・用意した。
曲名は「W-KEYAKIZAKAの詩」で、この公演のアンコールで初めて披露された。また、この楽曲はこれまでの自身の持ち歌の中で初めて通称漢字欅（欅坂46）とひらがなけやき（けやき坂46）のメンバー総勢32名が揃って歌唱する曲となった。
「W-KEYAKIZAKAの詩」はブラスバンドサウンドの楽曲で、楽曲の歌詞はメンバーの絆について歌われている。後にこの楽曲はCDシングル『不協和音』にカップリング曲として収められ、デビュー・アルバム『真っ白なものは汚したくなる』にも収録されている。

## チャート成績
「W-KEYAKIZAKAの詩」は、2017年4月10日付のBillboard Japan Hot 100に54位で初登場した。同年4月17日付では前週より順位を上げ、42位に位置している。

## ミュージック・ビデオ

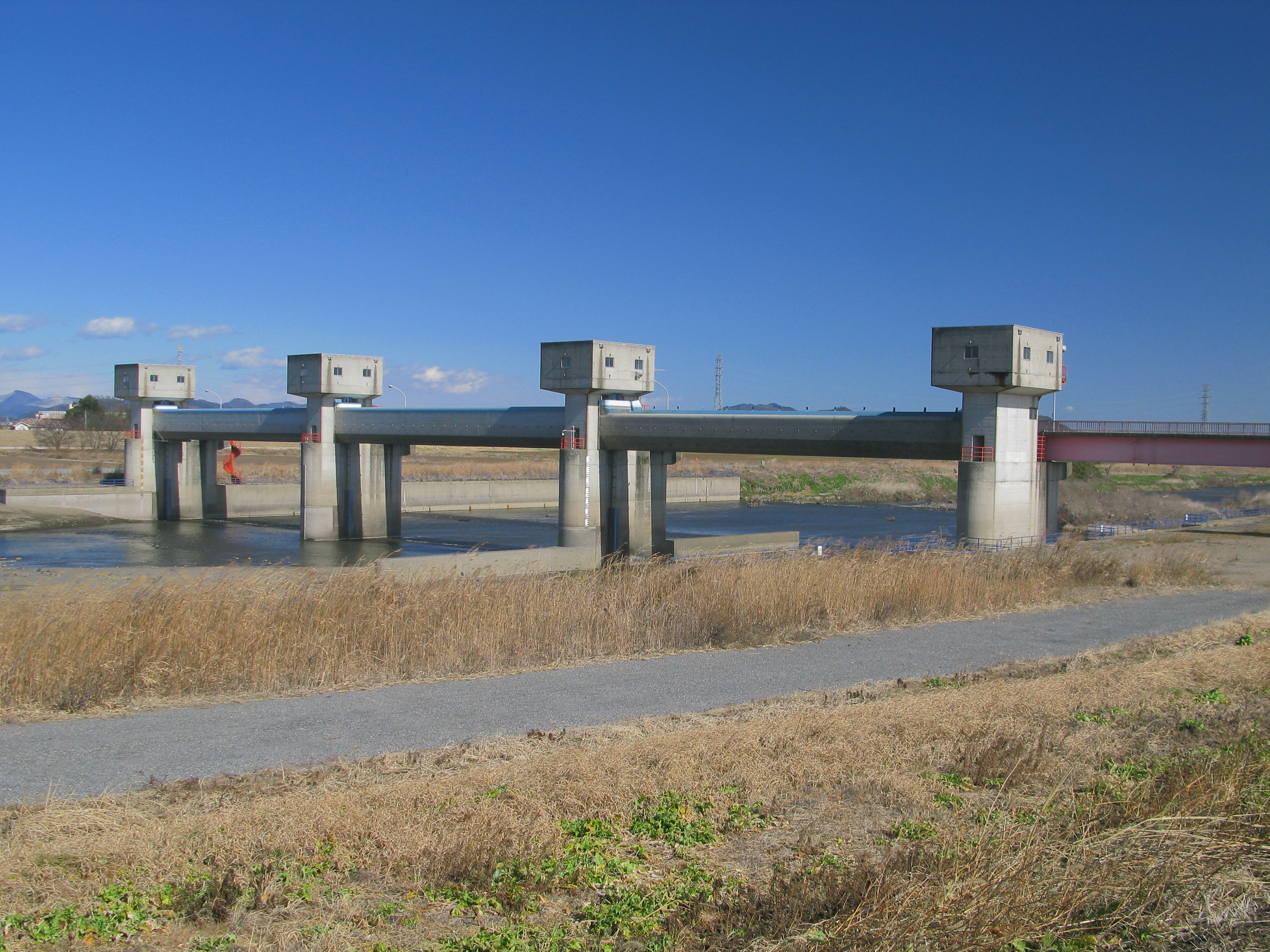
「W-KEYAKIZAKAの詩」のミュージック・ビデオは渡良瀬川の土手（写真は渡良瀬川右岸上流側）で撮影された。

「W-KEYAKIZAKAの詩」のミュージック・ビデオは、2017年3月28日に欅坂46オフィシャルYouTubeチャンネルで公開された。
このビデオは過去「サイレントマジョリティー」や「世界には愛しかない」といった欅坂46の作品を手掛けてきた池田一真が監督を務め、写真家の田尾沙織が全編16mmフィルムを用いて撮影を担当した。
ビデオの撮影は群馬県桐生市内の渡良瀬川錦桜きんおう橋と中通り大橋間の右岸にあるさくら遊園の土手で行われ、撮影は2017年2月13日から14日の2日間に及んだ。撮影に際しては、2017年2月に制作会社が渡良瀬川もしくは桐生川土手の使用をフィルム・コミッション側に打診。その後、フィルム・コミッションより制作会社側に撮影場所として5・6か所が提案され、最終的にさくら遊園の土手が選出されている。
ビデオは2016年4月リリースのデビュー曲「サイレントマジョリティー」からビデオ公開時点までの欅坂46結成からの約1年間を振り返るというコンセプトで制作されている。

### 内容
ビデオは、全体的に欅坂46とけやき坂46の各メンバーが数人もしくは全員で土手の斜面を歩いたり、列になって行進しながら場面によっては過去の楽曲の振り付けを交えて踊るという内容で構成されている。
モデルプレスによると、使用された振り付けには欅坂46の「サイレントマジョリティー」や「二人セゾン」、けやき坂46の「誰よりも高く跳べ!」が確認されている。また、ビデオ内では欅坂46に途中加入したメンバー長濱ねると結成時からのメンバーである米谷奈々未との間での確執と、その確執が解けた過去が描かれている。この様子は、手を取り合って前に進み続ける欅坂46のメンバーらの中に上手く入れずバス停の前で独り取り残され立ち竦む長濱と、それに気付いた米谷が長濱を迎えに行き、手を取ってメンバーの元へ連れて行くシーンとして再現されている。
さらにビデオ内では「サイレントマジョリティー」の立ち位置としてフロント中央を務めたメンバー平手友梨奈・鈴本美愉・今泉佑唯の3ショットに続き、同じくメンバーの渡辺梨加・小林由依・渡邉理佐の3人が合流するシーンや、パラレルワールドとして平手演じる自分自身が欅坂46に「加入している場合」と「もしも加入していなかった場合」とで自分同士がすれ違うシーンなどが描かれている。

### 32人ver.
このミュージック・ビデオは2017年3月28日のYouTubeでの公開後、再制作されている。
これは、けやき坂46のメンバー高瀬愛奈が諸事情により唯一1人参加できていなかったためで、再制作は彼女らのデビュー1周年記念ライブのMCの中で欅坂46とけやき坂46を兼任するメンバー長濱ねるにより発表された。
再制作されたビデオは「W-KEYAKIZAKAの詩<32人ver.>」と名づけられ、スタジオ・アルバム『真っ白なものは汚したくなる』の付属DVDに収録されている。

## ライブ・パフォーマンス
「W-KEYAKIZAKAの詩」は、2016年12月24日・25日の2日間に渡って有明コロシアムで開催された自身初の単独公演のアンコールで初めて披露された。東京ニュース通信社の平田真人は、このライブでのパフォーマンスについて「グループのアンセムとして歌い継がれていくであろうナンバーに込められたメッセージを、メンバーたちは真正面から受け止めて、また新たな一歩を踏み出した」とコメントしている。リアルサウンドの渡辺彰浩は「この曲の最後には「サイレントマジョリティー」の最後の振り付けがそのまま当てられており、歌い続けていくのだという意思を感じさせる」と評している。楽曲は2017年4月6日に東京代々木第一体育館で行われたデビュー1周年記念ライブや、同年7月23日に山梨県富士急ハイランドコニファーフォレストで開催された野外でのワンマンライブ『欅共和国2017』のアンコールでもライブ・パフォーマンスされている。
2019年2月11日、けやき坂46が日向坂46に改名し、独立した上、2020年10月14日に欅坂46は櫻坂46に改名したため、「W-KEYAKIZAKAの詩」は披露されることがなくなった。しかし、2021年7月11日、櫻坂46と日向坂46 初の合同ライブ『W-KEYAKI FES. 2021』の3日目公演にて、それぞれのグループの改名及び独立後初めて、同曲が披露された。

## チャート
| チャート（2017年）              | 最高 順位 |
| ------------------------------- | --------- |
| 日本（Billboard Japan Hot 100） | 42        |

## クレジット
- 欅坂46
  - 石森虹花、今泉佑唯、上村莉菜、尾関梨香、織田奈那、小池美波、小林由依、齋藤冬優花、佐藤詩織、志田愛佳、菅井友香、鈴本美愉、長沢菜々香、土生瑞穂、原田葵、平手友梨奈、守屋茜、米谷奈々未、渡辺梨加、渡邉理佐[21]
- けやき坂46
  - 井口眞緒、潮紗理菜、柿崎芽実、影山優佳、加藤史帆、齊藤京子、佐々木久美、佐々木美玲、高瀬愛奈、高本彩花、長濱ねる、東村芽依[21]